# 水滸牌

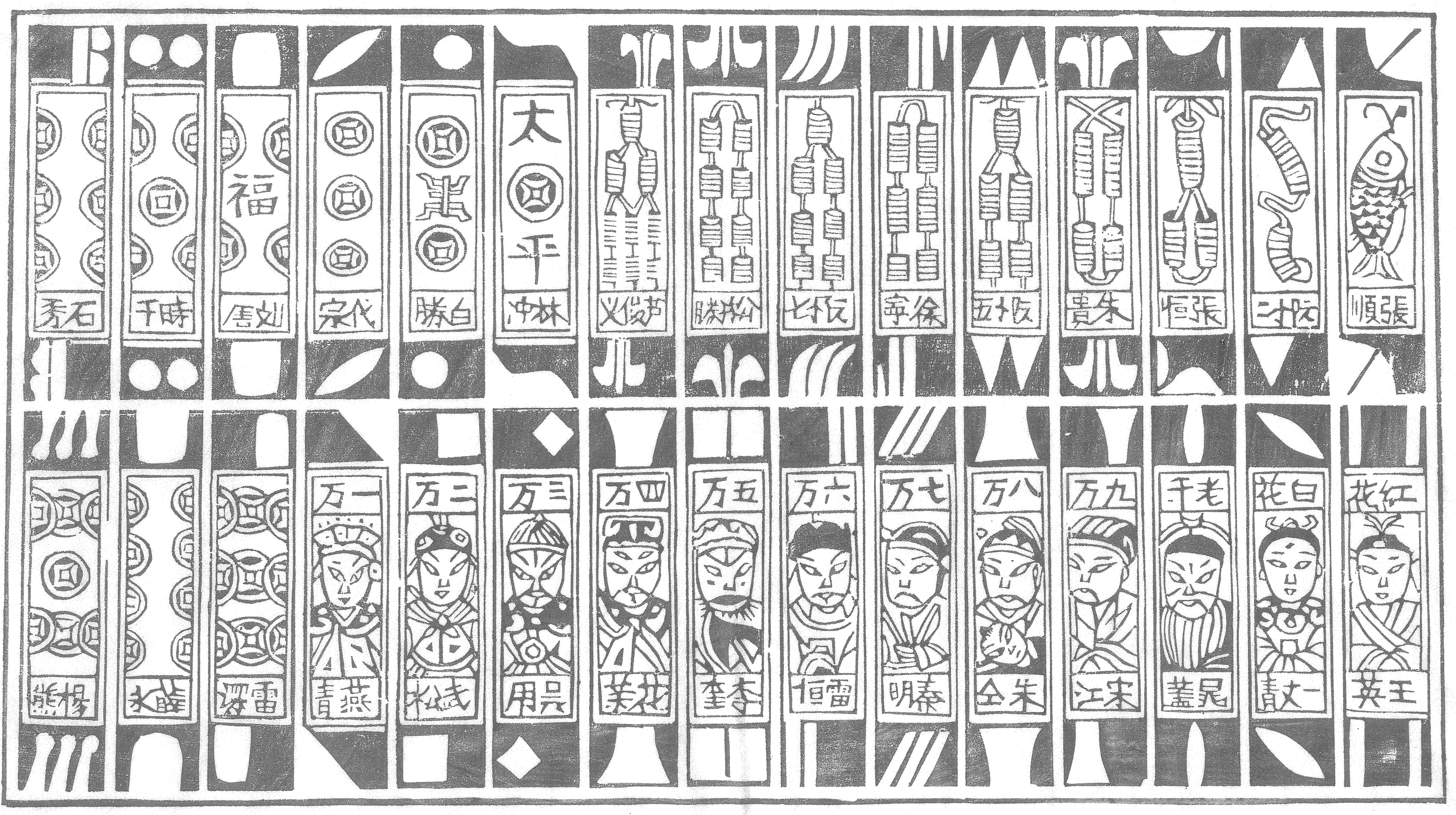
山東濰坊楊家埠的水滸牌。

水滸牌，或稱水滸紙牌、水滸葉子，是遊戲牌上印有《水滸傳》人物的葉子戲牌具。

## 歷史

### 古代
據稱水滸牌起源于宋江的故鄉－山東郓城县水堡村。該地傳說元代時，當地水堡村齐姓、付姓、杜姓三家，將水滸人物印於葉子戲以游戏纪念宋江等人。另種說法是水滸牌起源於江蘇崑山。明朝初葉，陸容《菽園雜記》紀錄崑山的水滸牌，花色有錢、百、萬貫、十萬貫這四門，前三門的序數牌為一到九；後一門改以二到十，還有兩張牌叫千萬貫、及萬萬貫。總共三十八種牌、三十八張。除錢、百這兩門牌沒畫人物，其他兩門牌二十張牌皆印有《宣和遗事》的宋江與部分三十六天罡，人名與後來《水滸傳》一百零八將些有出入，分別是宋江、武松、阮小五、阮小七、史進、孫立、呼延灼、魯智深、楊雄、楊志、張橫、雷橫、索超、秦明、李俊、李逵、柴進、關勝、花榮、燕青這二十位。古人對於紙牌為何印有水滸角色的解釋並不同，陸容、张怡認為比喻賭博心態就若盜賊；李式玉推測暗喻要大富一定要伺机取诈；戴名世附會為明末民變的預兆。
另外，同數牌在上下兩端則會有類似標記，以方便辨識。

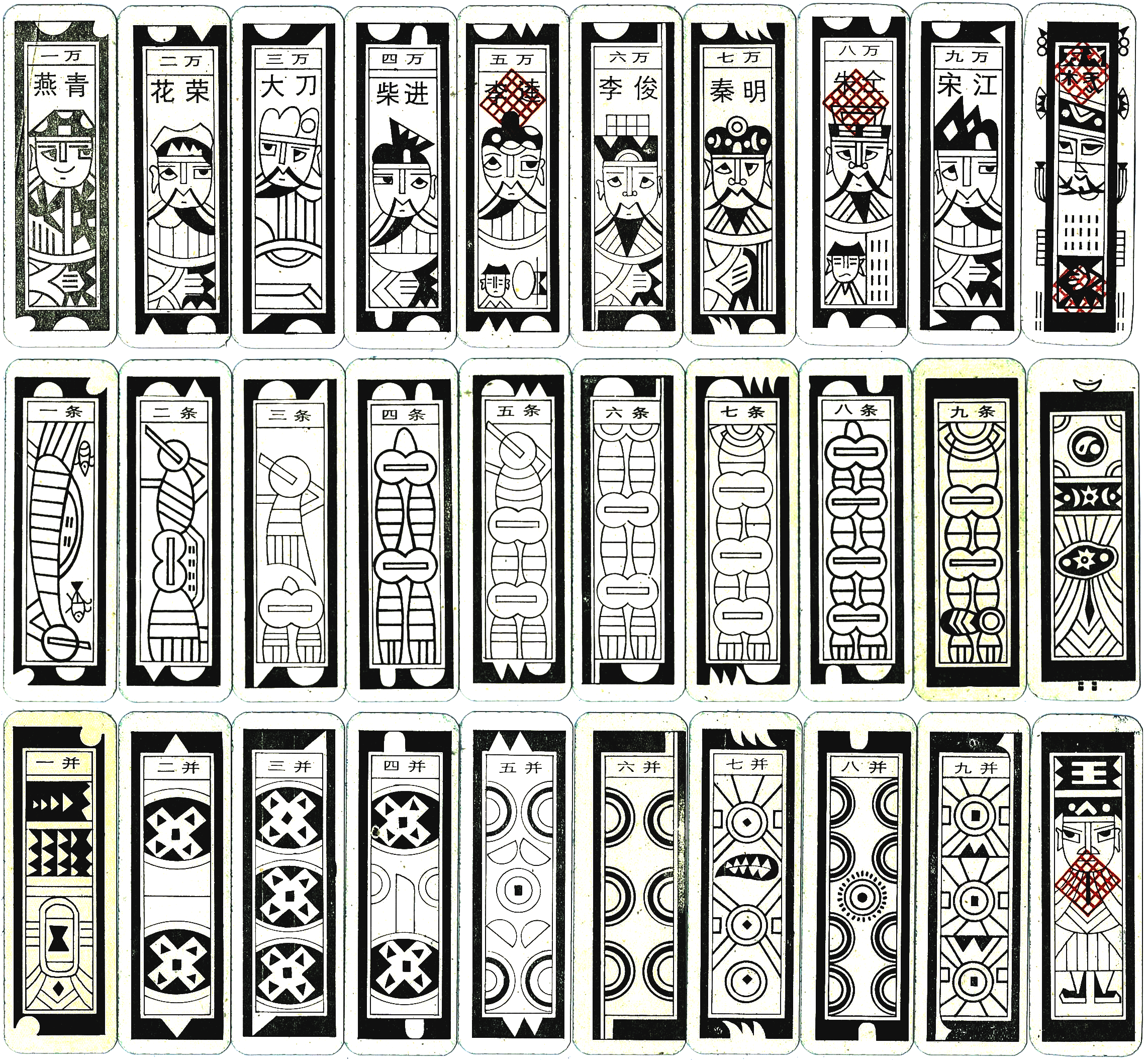
曹州紙牌

元末明初，各种水浒故事被艺人加工演说，对水浒牌的流行更推波助澜的作用。還有人認為水滸牌就是牌戲的鼻祖，而忽略了宣和牌。明清兩朝，流行有種水滸牌是四十張牌，稱為馬吊。
《郓城县志》记载，清末時水堡村有紙牌作坊一百多家，為最鼎盛时期，每天水浒牌的产量可达一万副，远近客商如水如潮。清代与民国时期，政府打击水堡村制作纸牌，没收工具并进行罚金。

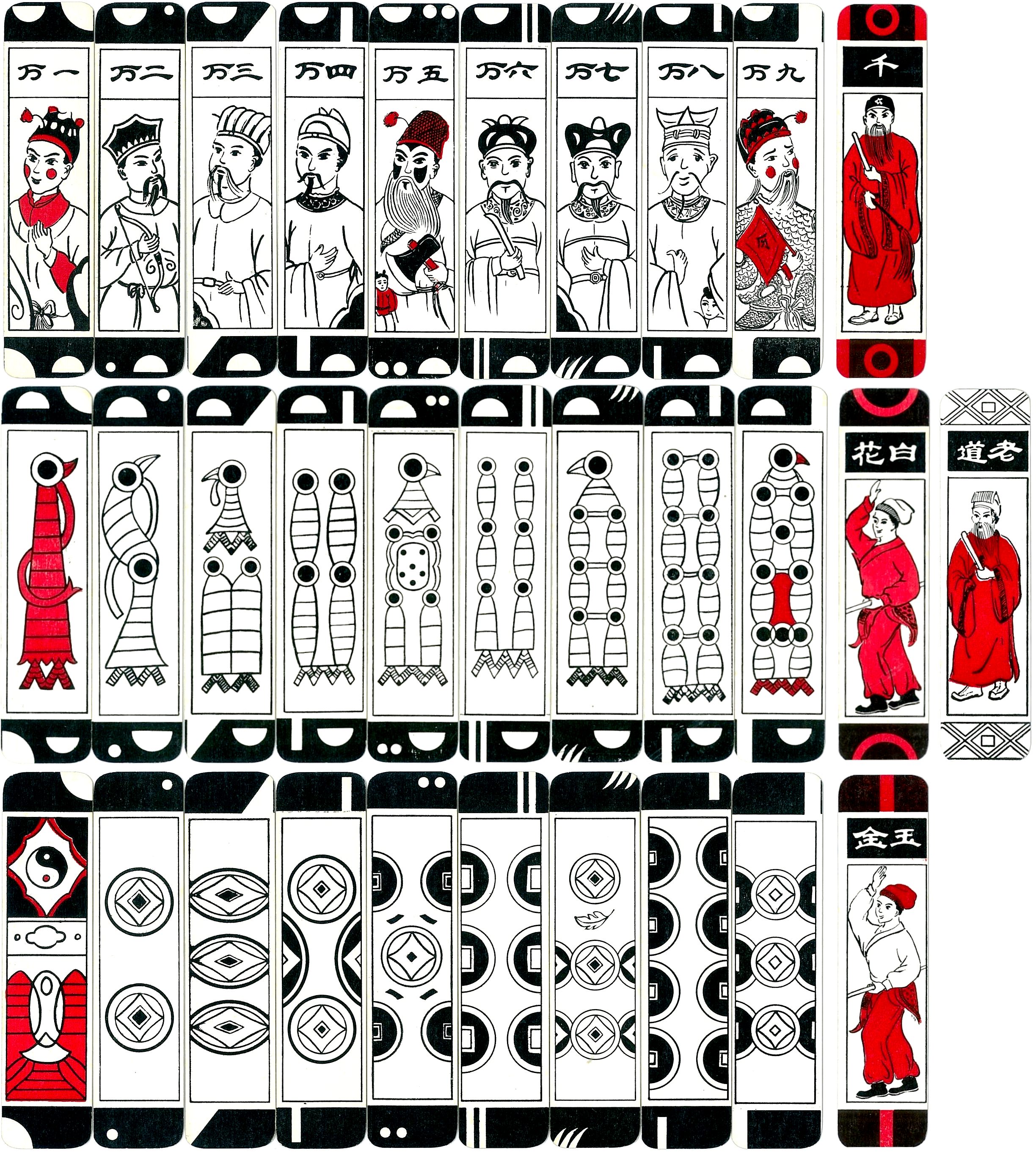
天津的傳統紙牌

另一種在酒令遊戲用的酒令牌也畫有水滸人物，也稱為酒令葉子，不屬於遊戲牌。天啟五年（1625年），明末畫家陳洪綬根據宋代畫家李嵩的《宋江三十六人像》，用四個月繪出四十位《水滸傳》人物，稱為水滸葉子，以供窮困的友人周孔嘉彌補家用。

### 現代

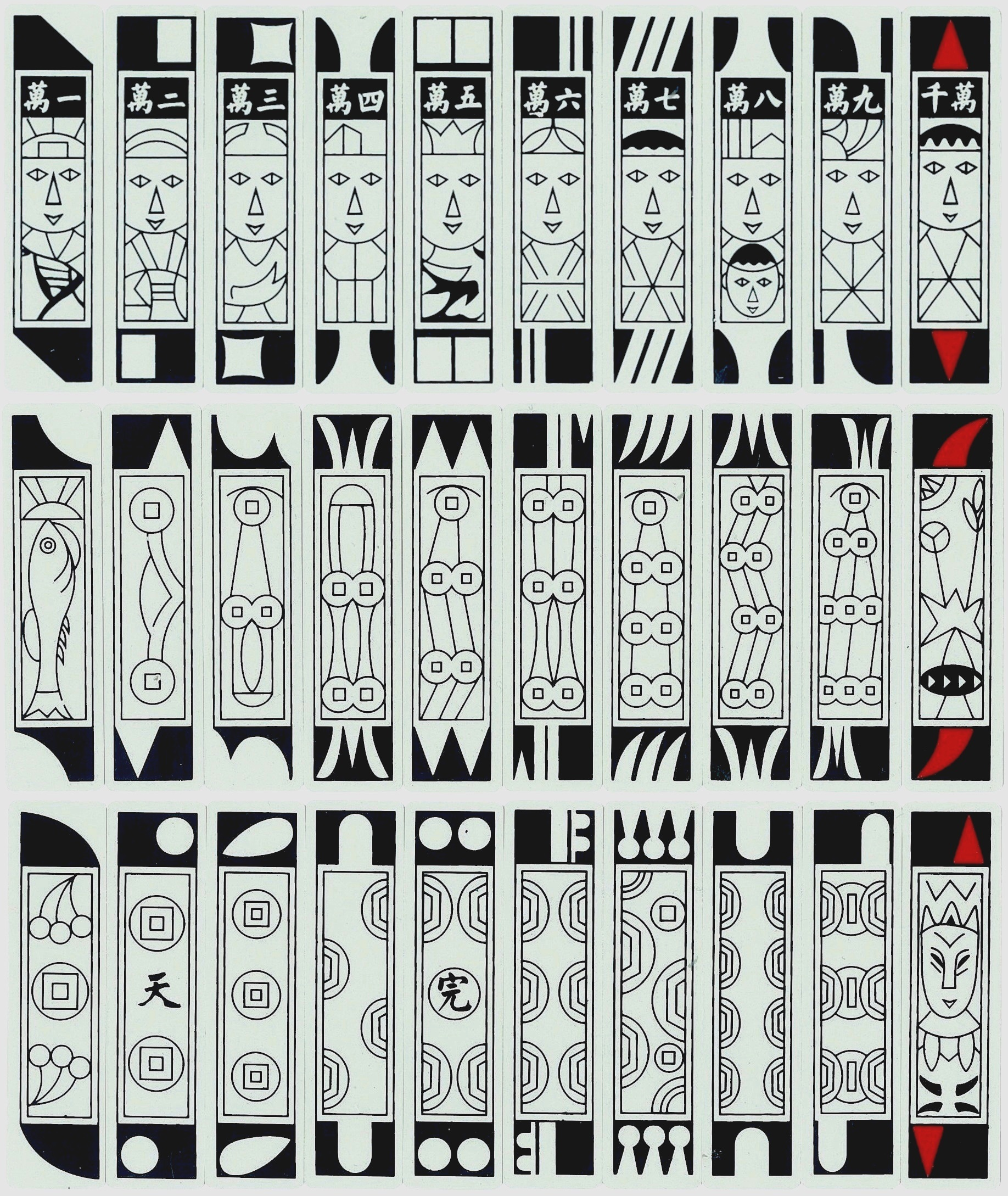
塑料的水滸牌

現在的郓城，將水滸牌俗稱為老妈妈牌、婆婆牌、小牌，張數、花色數已同碰和牌，有一百二十張、三十種牌，三門花色分別為「万、饼、条」，有些一百零八將人物都畫齊。
1953年，县区政府對水堡村采取一次较大打击行为，没收全部工具、原料、成品及半成品，把重点户判刑，其它采取罚款处理，从此水堡村的纸牌制作冷落。事过不久，水堡村又有四五户偷印纸牌。改革開放後，水堡村委会在乡政府的领导下专门组建宋江故里研究组，对原始水浒纸牌研究、挖掘、调查、走访，還原数百年来被废去的原始纸牌面版，重新出现在广大群众面前。
其他中國各地各類的水滸牌，在美術、張數、玩法等各有差異。有些水滸牌只在萬字門有水滸人物，如曹州紙牌，有些其他花色僅標上人名。少數張數依舊是三十多張，如山东东平的说唱水浒叶子牌。也有加上百搭牌，如南通長牌。天津的水滸牌，則多了王道、法海、許仙、青蛇、白蛇、時遷、晁蓋等牌，玩法有十胡、梭胡、鬥根、七對、老辭等多人牌戲，也有擺八卦、拿對、闖五關、拿酒色財氣等單人牌戲。
山西原平市稱為馬牌，為摸牌的音轉，因當地話摸音似馬、麻。